# Chesias cotangens
Chesias cotangens är en fjärilsart som beskrevs av Barend J. Lempke 1950. Chesias cotangens ingår i släktet Chesias och familjen mätare. Inga underarter finns listade i Catalogue of Life.